# 13. jaktflygdivisionen
13. jaktflygdivisionen även känd som Adam Gul var en jaktflygdivision inom svenska flygvapnet som verkade i olika former åren 1936–1982. Divisionen var baserad på Västerås flygplats öster om Västerås.

## Historik
Adam Gul var 3. divisionen vid Västmanlands flygflottilj (F 1), eller 13. jaktflygdivisionen inom Flygvapnet, och bildades 1936. Divisionen bildades som en "lätt bombflygdivision", men kom 1949 att omorganiseras och ombeväpnades till en jaktflygdivision. 
Efter att Adam Röd upplöstes den 30 juni 1976, var Adam Blå tillsammans med Adam Gul de två kvarvarande divisionerna vid F 1. I samband med att riksdagen beslutade att F 1 skulle avvecklas, väcktes en kampanj vid Adam Gul om att bibehålla divisionen, och istället förlägga den till Tullinge flygbas, som tillsammans med Malmby flygbas var divisionens krigsbaser. Efter en massiv kampanj där divisionen under åren 1980–1981 spred ett olika upprop, som till exempel "Visste du...att det fanns 12 jaktdivisioner i Mellansverige 1971? att om inget görs finns bara tre kvar 1983". Divisionens kampanj fick stöd inom försvarsstaben, Östra och Södra milostaben och hos ÖB. Detta resulterade senare i att divisionen och tredje kompaniet lämnade Hässlö den 31 augusti 1981 för att från den 1 september 1981 verka divisionen från Tullinge. Där antog divisionen det inofficiella tilläggsnamnet Kungliga Hufvudstadsjakten. Fenorna på flygplanen pryddes med Södermanlands landskapsvapen.
Åren 1981–1982 lydde divisionen formellt under F 1. Den 1 januari 1983 överfördes divisionen organisatoriskt till Upplands flygflottilj (F 16), och blev där 161. jaktflygdivisionen, Petter Röd. Divisionen bibehöll sin basering i Tullinge, och verkade därifrån till att divisionen avvecklades den 30 juni 1985. Detta efter att den 1982 års nytillträdda regeringen väckte frågan i samband med sin budgetpreposition om en snabb avveckling. Under avslutningsceremonin den 27 juni 1985 gjordes en formationsflygning som avsked med flygrutten Tullinge – Stockholms slott – Ärna – Stockholm – Tullinge.

## Materiel vid förbandet
| Bombflygplan - 1937–1945: B 3 Junkers Ju 86 - 1935–1938: B 4 Hawker Hart - 1944–1946: B 18A - 1946–1949: B 18B | Jaktflygplan - 1948–1953: J 30 Mosquito MK 19 - 1953–1960: J 33 Venom MK 51 - 1959–1967: J 32B Lansen - 1966–1982: J 35D-2/F-2 Draken |

## Förbandschefer
Divisionschefer vid 13. jaktflygdivisionen (Adam Gul) åren 1936–1982.

- 1936–1975: ???
- 1975–1977: Kapten Christer Eklund
- 1979–1981: Kapten Frank Fredriksson
- 1981–1982: ???

## Anropssignal, beteckning och förläggningsort
| Adam Blå | 1936-??-?? | – | 1982-12-31 |

| 12. lättabombflygdivisionen | 1936-??-?? | – | 1948-??-?? |
| 12. jaktflygdivisionen      | 1949-??-?? | – | 1982-12-31 |

| Västerås flygplats (F) | 1936-??-?? | – | 1981-08-31 |
| Tullinge flygplats (F) | 1981-09-01 | – | 1982-12-31 |